# 洛蕾娜·舒特
拉莉娜·楚埃特（羅馬化：Lalina Schuett，1999年11月25日—），出生地泰國清邁府，小名Lena，為泰國與加拿大混血的新生代女演員及模特，現為泰國第3電視台旗下藝人。

## 生平
Lena於1999年11月25日出生於泰國清邁府，為泰國與加拿大混血，父親為加拿大人。她在家中排行老么，有一個姐姐。小學畢業於Nakornpayap國際學校。在聖約翰國際學校完成高中教育後，Lena參加了2022年的SAT考試，以優異的成績進入朱拉隆功大學傳播藝術學院就讀（2022年畢業）。並於2019年第73屆的「法政-朱拉傳統足球節」上，被選為第11代的儀仗隊（Chula Takorn）一員。

## 演藝生涯
Lena透露當時在清邁時，某個長輩來接她去試鏡，因此得到3台領導“Pik Charnchalard”的第一份工作。又在領導的引薦下到3台試鏡，並簽約。
2016年，Lena在電視劇《嫉妒的女孩》中飾演“Nida”一角出道。
2025年1月15日，泰國第3電視台負責人萍卡蒙·馬利農（Dew）於個人Instagram公布Lena與娜查·德查蒙卡拉琵瓦（Miu）為旗下製作公司BEC World繼“Ling-Orm”後的第二對百合劇CP，劇情預告也將於近期釋出。

## 作品列表

### 電視劇
| 首播年份 | 戲名               | 戲名   | 播放平台     | 角色                   | 備註 |
| 首播年份 | 譯名               | 原文名 | 播放平台     | 角色                   | 備註 |
| 2016年   | 《嫉妒的女孩》     |        | Channel 3 SD | Panida （Nida）        | 主演 |
| 2017年   | 《追債情緣》       |        | Ch3Thailand  | Ploydao                | 配角 |
| 2017年   | 《以愛為營》       |        | Ch3Thailand  | Dao                    | 配角 |
| 2018年   | 《辛德瑞拉的詭計》 |        | Ch3Thailand  | Parita （Rita）        | 主演 |
| 2018年   | 《在水一方》       |        | Ch3Thailand  | Nahwhan                | 客串 |
| 2019年   | 《木筏區》         |        | Ch3Thailand  | Duangporn              | 配角 |
| 2019年   | 《偽燭之焰》       |        | Ch3Thailand  | Nim                    | 配角 |
| 2020年   | 《愛的領域》       |        | Ch3Thailand  | Srikanya Insakul       | 客串 |
| 2021年   | 《心之咒魅》       |        | Ch3Thailand  | Primphak （Prim）      | 配角 |
| 2021年   | 《克拉之戀》       |        | Ch3Thailand  | Kook                   | 配角 |
| 2022年   | 《皇家項鍊》       |        | Ch3Thailand  | Rachawadee             | 配角 |
| 2022年   | 《宿世冤家》       |        | Ch3Thailand  | Ploy Manee             | 配角 |
| 2023年   | 《強悍媳婦》       |        | Ch3Thailand  | Lalita （Lita）        | 配角 |
| 2024年   | 《世界圍繞你》     |        | Ch3Thailand  | Penny Amnatboworndecha | 配角 |
| 2025年   | 《繼母》           |        | Ch3Thailand  | Darinkan               | 配角 |
| 待公布   | 《能愛嗎》         |        | Ch3Thailand  | Bella （Belle）        | 配角 |
| 待公布   | 《背叛愛》         |        | Ch3Thailand  |                        | 配角 |
| 待公布   | 《黑手黨之花》     |        | Ch3Thailand  |                        | 配角 |
| 待公布   | 《我的避風港》     |        | Ch3Thailand  | Alin （Lin）           | 主演 |

### 雜誌拍攝
註：以下資料整理自洛蕾娜·舒特的Instagram官方帳戶。
| 雜誌名稱 | 國家地區 | 年份   | 期數 | 合作藝人 | 備註     |
| I DO     | 泰國     | 2023年 | 92   | 不適用   | 封面人物 |

## 音樂錄影帶
| 年份   | 歌名    | 歌名   | 歌手                       | 合作藝人      |
| 年份   | 譯名    | 原文名 | 歌手                       | 合作藝人      |
| 2021年 | LEFT    |        | JOH (journey of happiness) | 普朋·彭帕努   |
| 2022年 | BAD GUY |        | IRONBOY feat. URBOYTJ      |               |
| 2022年 | Eyes    |        | Patrickananda              | Patrickananda |

## 外部連結
- 洛蕾娜·舒特於Channel 3的簡介 （页面存档备份，存于）（泰文）
- 洛蕾娜·舒特的Instagram帳戶（泰文）
- 洛蕾娜·舒特的Facebook專頁（泰文）